# MSpy
O mSpy é um programa de computador e aplicativo móvel proprietário de segurança de 2007, para os sistemas operacionais iOS, Android, Microsoft Windows, e macOS, que faz remotamente (a distância) o monitoramento e registro das atividades do usuário de um dispositivo cliente. 
Este é vendido para fins de segurança, como: monitoramento de celular empresarial usado por funcionários; ferramenta de escuta para coletar evidências em casos de operações ilegais; monitoraramento de aparelhos computacionais (smartphone, tablet e computador) dos filhos hiperconectados, onde os pais podem verificar uma variedade de atividades, da localização física dos filhos até o histórico de navegação, e mais.
O monitoramento de aparelhos de terceiros não é ilegal quando ambas as partes (o monitorador e o monitorado) concordem juntamente em fazê-lo.

## Histórico
O mSpy foi lançado como um produto de monitoramento móvel em 2010 por uma empresa de tecnologia com sede em Londres.[carece de fontes?]
Em 2012, o aplicativo passou a permitir que pais monitorem não apenas smartphones, mas também computadores — Windows e Mac. 
Em 2013, o mSpy recebeu o prêmio de software de monitoramento do TopTenReviews. No ano seguinte o negócio cresceu quase 400%, e o número de usuários do mSpy passou a marca de 1 milhão. Em 2015, atualizações do programa passaram a garantir uma melhor duração da bateria dos dispositivos alvos. O número de clientes do mSpy chegou a aproximadamente 1,5 milhão, e o número de países em que o aplicativo mSpy possui clientes chegou a 207. Os principais mercados do mSpy incluem Estados Unidos, Alemanha, França, Brasil e Reino Unido.
Em 2016, o mLite, uma versão móvel simplificada do mSpy, foi disponibilizado na Google Play.

## Funcionalidades
O mSpy funciona nas plataformas Android, iPhone, Windows e Mac.
O mSpy permite:
- acesso (somente leitura) aos: contatos, favoritos do navegador, agenda, histórico de ligações,[1][7] e-mails, fotos, vídeos,  mensageiros instatâneos (facebook messenger, telegram, viber, weChat, whatsApp), histórico do navegadores, navegadores de internet (Google Chrome em modo anônimo, firefox em modo anônimo), Google Hangouts, Instagram, LINE, MMS, Skype, SMS,[7] Tinder;
- controle remoto do dispositivo: restrição de chamadas e SMS, limpeza e bloqueio do celular, bloqueio/restrição de sites, bloqueio de aplicativos, bloqueio do Pokémon GO;
- registros: E-mails, aplicativos instalados, teclado;
- dados de localização, rastreamento por GPS e,[1][7] delimitação geográfica por GPS;
- notificação de desinstalação,[carece de fontes?]
- registro de toques de teclado e, alerta de monitoramento de palavras específicas digitadas.[1]

## Prêmios
- 2013: TopTenReviews.
- 2015: Selo de Aprovação da Parents Tested Parents Approved (PTPA, EUA)[8]
- 2016: Selo de Certificação da kidSAFE (EUA)[9][10]